# Carlos Coello Canales
Carlos Coello Canales (Cádiz, 22 de enero de 1990) es un luchador de muay thai español, campeón del mundo en cinco ocasiones.

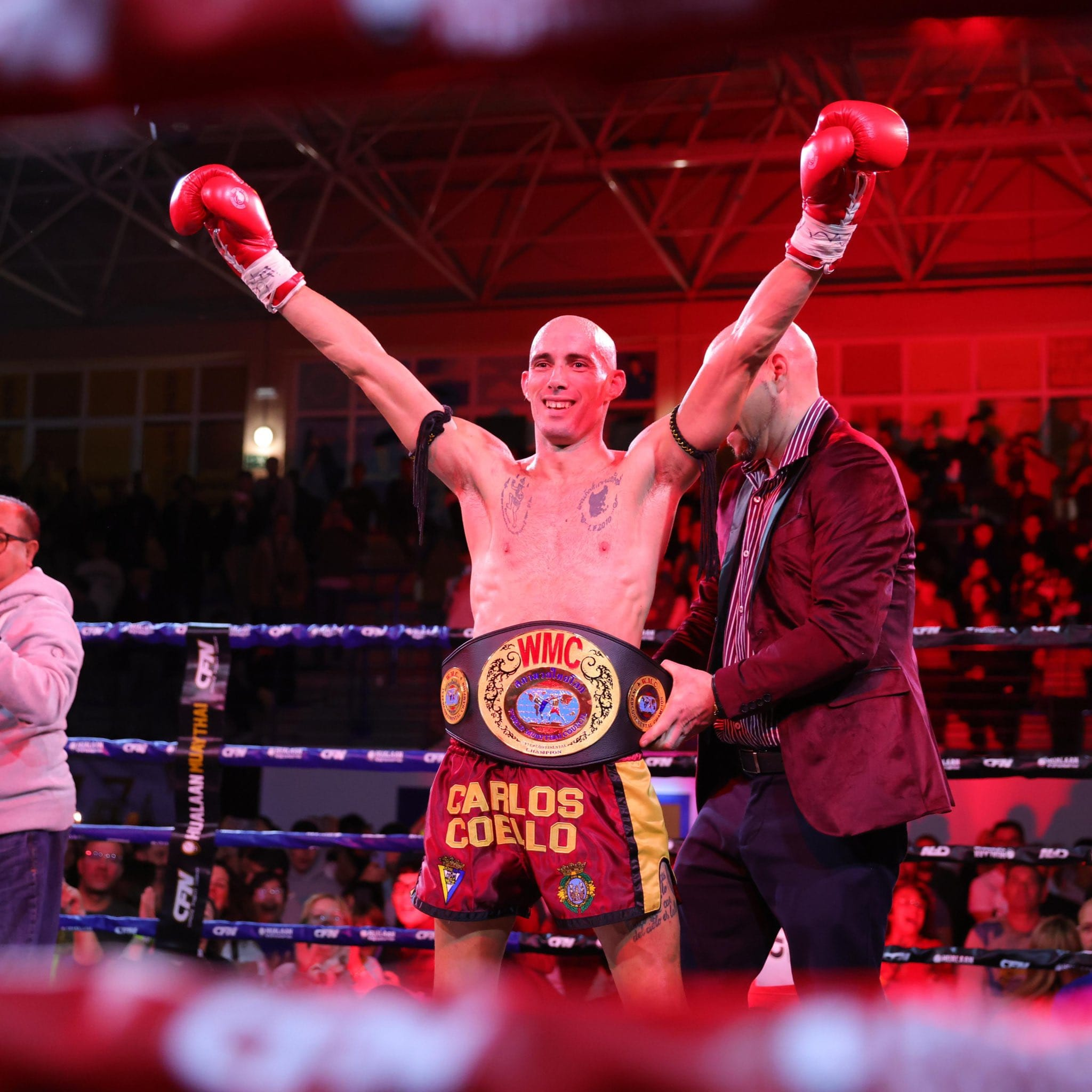
no

## Biografía
Carlos Coello nació el 22 de enero de 1990 en Cádiz, España. Estudió en el Colegio San Felipe Neri de la capital gaditana. Desde joven practicaba artes marciales, pero a raíz de la película Kickboxer, protagonizada por Jean-Claude Van Damme, comenzó a interesarse más por el muay thai, lo que le llevó a que con 18 años tomara la decisión de irse a vivir a Tailandia.
Protagonista en  Informe Robinson “La Lucha de Carlos” fue muy importante para la difusión de su vida y del muaythai en general, enfocada en la promesa que hizo a su madre antes de fallecer.
El 16 de diciembre de 2017 consiguió su primer título mundial en Ponferrada tras derrotar al portugués José Gonçalves.
Su segundo mundial llegó en la misma ciudad justo un año después, frente al japonés Kunitaka Fujiwara.leyenda japonesa que llegó a disputar los títulos del Lumpinee Stadium entre otros.
Sus tres últimos títulos mundiales los consiguió en su ciudad natal, Cádiz. El primero de ellos lo logró el 23 de febrero de 2019 contra el luchador hongkonés Pak Yu Leun, en un combate celebrado en la Sala Momart. El segundo lo logró el 3 de febrero de 2024 en el colegio donde estudió de joven, San Felipe Neri, ante el tailandés Jatuphon Raksapa. Su último título de campeón mundial lo conquistó el 27 de julio de 2024 frente al tailandés Neungsiam Sikanphai, en un combate celebrado en el Estadio Nuevo Mirandilla.
Carlos cuenta con 31 victorias por KO, y ha competido en Portugal, Italia, Inglaterra, Polonia, Tailandia, Malasia, Japón, Australia y China.
Carlos ha enfrentado luchadores extranjeros y campeones mundiales de la talla de Elias Mahmoudi, Daren Rolland, Rui Botelho, Alexis Barateau, Nelson Moreira, Momotaro Oguni, Takuya Oyama, Kunitaka Fujiwara, Wei Ning Hui, Soukhan Taypaniavong, Pak yu Leung, Ayoub Ahmamouh.
Carlos ha enfrentado luchadores tailandeses que han sido campeones mundiales o eventos princiapales en los estadios, entre ellos Petchsomkon Sitjaroensab, Dennongpluang por Cherdchai, Petchtong Kiatsonrit, Khaimookaw wor Chakrawut, Santienjiw Tded99, Klasuel Sitjakla, Yomkitty Lookbanyai, Anantasak Sor Boonchan, Neunsiam Sikhanpai, Pompetch sor Kanitson, Prem Tc Muaythai, Payuktamin Por Pasuk, Army Sasiprapa, Petchmongkon Jitmuangnon, Leesor Sitsiakarn, Payakdam Sor Paniokit.
Carlos es un gran seguidor del Cádiz Club de Fútbol , con el que ha realizado el Saque de honor en dos ocasiones.

## Títulos y logros

### Profesional
- 2024 Campeón del Mundo WPMTA https://www.abc.es/deportes/carlos-coello-pentacampeon-mundial
- 2024 Campeón del Mundo WMC https://www.relevo.com/mma/carlos-coello-conquista-cuarto-mundial-20240204000906-nt.html
- 2019 Campeón del Mundo WMF-Pro https://www.marca.com/combates-ufc/album/2019/02/25/5c73ec20e5fdeace058b45ba
- 2018 Campeón del Mundo ISKA https://www.abc.es/deportes/abci-carlos-coello-conquista-segundo-mundial-muay-thai-201812
- 2017 Campeón del Mundo WKN https://www.marca.com/otros-deportes/2017/12/17/5a366b8bca47418a278b457c.html
- 2016 Campeón Internacional WBC Muaythai
- 2016 Campeón Norte de Tailandia (Muay Siam)
- 2016 Campeón del trofeo diario MARCA
- 2013 Campeón de España WKA

### Amateur
- 2015 Plata Mundial WMF (Bangkok)
- 2014 Bronce Mundial IFMA (Malasia)
- 2013 Bronce Europeo IFMA (Portugal)
- 2013 Campeón de España IFMA (El Vendrell)

Ranking
- 2024 Rajadamnen Stadium Top 15 https://www.marca.com/carlos-coello-entra-ranking-rajadamnern-legendario-estadio-muayt
- 2024 WMC Top 10
- 2016-2021 WBC Top 10
- 2015-2019 WPMF Top 10

Logros
- 2018 Saque de honor estadio Nuevo Mirandilla https://www.cadizcf.com/noticias/carlos-coello-repitio-saque-de-honor
- 2018 Saque de honor estadio Carranza https://www.diariodecadiz.es/cadizcf/Coello-realizara-saque-honor-Sevillal
- 2017 Deportista masculino mas destacado del año en Cádiz https://transparencia.cadiz.es/cadiz-premia-mejores-deportistas
- 2017 Embajador día del niño Bangkok https://www.abc.es/deportes/abci-luchadores-unidos-cinturon
- 2016 Portada de la revista Dragonz https://dragonz.es/magazine/27

Competiciones de interés
- Rajadamnern Stadium (Bangkok)
- Lumpinee Stadium (Bangkok)
- Omnoi Stadium (Bangkok)
- Toyota Marathon (Hat Yai)
- All Star Fight (Bangkok)
- Super Muaythai (Bangkok)
- Muaythai Super Champ (Bangkok)
- WPMF Nai Khanom Tom (Ayuthaya)
- Prince Birthday (Bangkok)
- Thai Boxe Mania (Italia)
- Tokio Dom (Japón)

Media y Televisión
- Carlos Coello, el campeón del mundo de Muay Thai... que nació en Cádiz Marca
- Carlos Coello, profeta en su tierra: se proclama campeón del mundo en Cádiz Antena 3
- Carlos Coello: una promesa en forma de cinturón mundial As
- Carlos Coello: "El Cádiz CF es una de mis pasiones" CadizCF
- Carlos Coello: «El muay thai te aporta serenidad para afrontar las situaciones malas de la vida» Abc
- Coello: "Mi vida en Tailandia es como estar en el ejército" As
- La historia de Carlos Coello: exilio en Tailandia, una promesa a su madre y un título de campeón del mundol Marca
- Aclamado y por la puerta grande el luchador español de muay thai entre los diez mejor del mundo Eurosport
- Entrevista Carlos Coello con José María González y Manolo Vizcaíno./
- Carlos Coello, el triunfador español de muay thai en Tailandia que llegó sin saber nada El Confidencial

Curiosidades
- Primer luchador gaditano en competir y ganar en Tailandia
- Primer luchador en disputar título WBC Internacional en España (2016 Cádiz)
- Primer luchador en disputar título WBC Mundial en España y en un estadio de fútbol (2019 Cádiz)
- Primer luchador español en disputar el título WMC Mundial en España (2018 Ponferrada)
- Primer luchador en ganar un campeonato mundial ISKA de Muaythai (2019 Ponferrada)
- Primer luchador español en entrar en el ranking de las 126 lbs en el Estadio Rajadamnern